# The Shadow of Yserbius
The Shadow of Yserbius ist ein grafisches MUD-Computerspiel, das 1992 von Sierra Online für MS-DOS veröffentlicht wurde. Es ist eines der ersten grafischen MUDs, und somit ein Bindeglied zwischen den ursprünglich textbasierten MUDs und den heutigen grafischen MMORPGs.
Das Spiel bietet sowohl einen Online- als auch einen Offlinespielmodus, welcher vom Spieler bei Beginn gewählt wird, und zwischen denen frei hin und her gewechselt werden kann. Beim Erreichen einer bestimmten Levelgrenze des Spielcharakters von 20 jedoch ist eine Entscheidung für das Offlinespiel endgültig, die Onlineumgebung kann dann mit diesem Charakter nicht mehr betreten werden. Zusätzlich existiert ein einfacher Arenamodus, in dem verschiedene Spieler einzeln gegeneinander antreten können.
Inhaltlich steuert man einen einzelnen Helden durch verschiedene Verliese, die in einer Pseudo-3D-Optik schrittweise aufgebaut werden. Die zufallsbasierten Begegnungen mit Gegnern werden rundenweise ausgetragen, dabei steht ein einfaches Magiesystem zur Verfügung. Sämtliche Interaktionen im Spiel wurden dabei durch ein sehr einfaches, Icon-basiertes Point'n'Click-System vorgenommen. Die Verliese sind zwar auch einzeln zu bewältigen, aber oftmals für mehrere Spieler ausgelegt. Man konnte sich mit anderen Spielern (je nach Entwicklungsstand zwischen 30 und 60), die ebenfalls online waren, in kleinen Gruppen von bis zu vier Spielern zusammenschließen. Der Spielinhalt erschloss sich nur sehr langsam, die Spieler waren gezwungen, sich auszutauschen, um weitere Gebiete zu erreichen und Fortschritte zu erzielen.
1996 wurde das Spiel von AOL nach der Übernahme eingestellt, um das eigene Produkt Neverwinter Nights nicht zu gefährden.

## Nachfolger
1993 wurde ein direkter Nachfolger namens Fates of Twinion veröffentlicht. Er entsprach von der Bedienung und der Umsetzung vollständig seinem Vorgänger. 1995 erschien The Ruins of Cawdor. Obwohl auch hier im Prinzip dieselbe Technik Verwendung fand, war dieser Teil nur online spielbar, der in den früher erschienenen Spielen vorhandene Offline-Modus fehlte.
Nach der Einstellung seitens AOL gab es verschiedene Versuche, die Spiele wiederzubeleben oder in anderer Form neu zu schaffen. Bis auf eine Offline-Version von The Ruins of Cawdor führte jedoch keiner dieser Versuche zu einem Ergebnis.